# Passerano Marmorito
Passerano Marmorito – miejscowość i gmina we Włoszech, w regionie Piemont, w prowincji Asti.
Według danych na styczeń 2009 gminę zamieszkiwały 452 osoby przy gęstości zaludnienia 37,4 os./1 km².